# Görjetjärnen (Burträsks socken, Västerbotten)
Görjetjärnen är en sjö i Skellefteå kommun i Västerbotten och ingår i Rickleåns huvudavrinningsområde.